# V Orionis
V Orionis är en pulserande variabel av Mira Ceti-typ  i stjärnbilden Orion. Stjärnan varierar mellan magnitud +8,9 och 14,7 med en period av 267 dygn.